# إدراك العقل الباطن
إدراك العقل الباطن أو إدراك اللاوعي (بالإنجليزية: Unconscious cognition)‏ هو عملية معالجة الإدراك والذاكرة والتعلم والفكر واللغة دون وعي بذلك.
يمثل دور العقل اللاواعي في صنع القرار موضوع مناقشه لعلماء الأعصاب وعلماء اللغة وعلماء النفس في جميع أنحاء العالم. وعلى الرغم من أن المستوى الفعلي لمشاركة العقل الباطن في العملية المعرفية أمر لا يزال مسألة رأي تفاضلي، إلا أن حقيقة أن العقل الباطن يلعب دورا في النشاط المعرفي هي حقيقة لا يمكن إنكارها. فالعديد من التجارب والظواهر المسجلة بشكل جيد تشهد على هذه الحقيقة، فعلى سبيل المثال أثر وهم الحقيقة. هناك أيضا العديد من التجارب التي تشير إلى أن العقل الباطن قد يكون في الواقع أفضل في صنع القرار من العقل الواعي عندما يكون هناك متغيرات متعددة يجب أخذها بعين الاعتبار.

## التاريخ
خضع موقف المجتمع العلمي بخصوص العقل الباطن لتغيير جذري، من النظر إليه على أنه خزان أو مستودع خامل للذكريات والسلوك غير الموجه نحو مهمة، ليُنظر إليه لاحقا باعتباره عنصرا نشطا وأساسيا في عمليات صنع القرار.
تاريخيا، كان ينظر إلى العقل الباطن على أنه مصدر الأحلام، والذاكرة الضمنية (التي تسمح للناس بالمشي أو ركوب دراجة دون التفكير الواعي في هذا النشاط)، ومكان تخزين للذكريات. ولكن هناك نظرة جديدة تكشف عن أن العقل الباطن قد يكون أيضا لاعب نشط في صنع القرار، وحل المشكلات، والكتابة الإبداعية والتفكير النقدي، وهذه النظرة قد أحدثت ثورة في الرأي السائد لأهمية العقل الباطن في العمليات المعرفية. أحد الأمثلة المألوفة على دور العقل الباطن في حل المشاكل هو ظاهرة معروفة من وجود «يوريكا!» لحظة عندما يقدم حل لمشكلة في الماضي نفسه دون مشاركة التفكير النشط.
حاليا، يتم إجراء العديد من التجارب لقياس مدى تأثير اللاوعي على الفكر الواعي.

## أنواع العقل الباطن (اللاوعي)

### رؤية فرويد
قد يكون سيغموند فرويد أكثر علماء النفس شهرة ونظرياته هما من وضعا الأساس للتحقيق العلمي الجاد للعقل الباطن. فالوعي، وفقا لفرويد، هو مركز الإدراك في حين أن اللاوعي كان مخزن الذكريات والرغبات والاحتياجات. ووفقا لفرويد فإن أفكار وذكريات الماضي التي تم حذفها من الفكر الواعي قد تم تخزينها من قبل اللاوعي، وهذه الأفكار تساعد على توجيه أفكار ومشاعر الفرد والتأثير على عمليات صنع القرار. يعتقد فرويد أن تأثير اللاوعي على الأفكار يمكن الوصول إليه من خلال تدريب العقل من خلال التأمل، وتحليل الأحلام، والانتباه إلى زلات فرويد .

### رؤية يونغ
شرح كارل يونغ كذلك وجهة نظر فرويد لللاوعي وصنف اللاوعي إلي اللاوعي الشخصي واللاوعي الجماعي. وأعرب عن اعتقاده بأن اللاوعي الشخصي يحمل ذكريات وتجارب محددة لكل فرد واللاوعي الجماعي يحمل الذكريات، والاستعدادات والخبرات من الأنواع التي تنتقل من جيل إلى جيل، وتقاسم بين جميع الأفراد من الأنواع.

### رؤية لاكان
قارن جاك لاكان في نظريته النفسية التحليلية هيكلة اللاوعي بطريقة تنظيم اللغة. ووفقا لنظريته لا توجد إشارة إلى الذات وبالتالي جعل اللاوعي بنية ديناميكية. وهذا يوحي بأن تأثير اللاوعي على عمليات التفكير يمكن أن يتغير بعد إصابات الدماغ. هذه النظرية يمكن أن تفسر حالات اضطراب الشخصية، مثل فينس غيج ، بسبب الصدمة أو إصابات في الدماغ.

## تأثير العقل الباطن أثناء جمع البيانات
ثبت جيدا أن اللاوعي يلعب دورا حيويا في التصور وتحليل البيانات. والأمثلة العديدة من الأوهام البصرية والهلوسة وغيرها من الحيل بأن العقل اللاوعي يلعب على العقل الواعي تعطي دليلا وافيا عن الدور النشط للعقل اللاواعي أثناء جمع البيانات وتحليلها. وقد أجريت العديد من التجارب لإظهار أن العقل اللاوعي قادر على جمع البيانات بمعدل أسرع بكثير من الوعي، وكذلك أن اللاوعي يرشح كمية كبيرة من المعلومات ويمكن استخدام هذه المعلومات للتأثير على عمليات صنع القرار المعرفي.

### العتمات المحفزة صناعيا
أثبت فيلايانور س. راماشاندران في أبحاثه أن الدماغ اللاواعي لا يقتصر على عرض بيانات معينة من الدماغ الواعي، مما يجعل البيانات البصرية غير دقيقة، ولكنه أيضا المسؤول عن ملء بيانات كاذبة بدلا من البيانات المفقودة في ظروف معينة. في كتابه عن «الإدراك الحسي في العتمات المحفزة اصطناعيا في الرؤية البشرية» يسجل تأثير الدماغ اللاواعي في ملء البقع العمياء في المجال البصري البشري.

### منبه دوين العتبة
منبه دوين العتبة أيضا يمكن الاستفادة منه في ظاهرة؟أن اللاوعي يعالج الرسائل أسرع من الواعي ويلاحظ أيضا البيانات في المجالات البصرية أو السمعية التي لا تزال تحت عتبة الدماغ الواعي. وتأتي في أشكال مختلفة. ويمكن أن تكون مقاطع سريعة يتم إدراجها في فيديو آخر أو نص مكتوب بالكاد يدرج في صورة. هذه الرسائل ترفرف على حافة الإدراك ويكاد يكون من المستحيل أن تلاحظ ما لم يستدعي العقل الواعي لدفع الانتباه إلى هذه التفاصيل الدقيقة. إعلانات اليوم الحديث، والملصقات وحتى العروض والأفلام التي يتم بثها في جميع أنحاء العالم تستخدم منبه دون العتبة لجذب انتباه الفرد بصورة لاواعية أو التلاعب اللاواعي بالفرد ليعجب بمنتج أو عرض.

## التأثير على التعلم والتفكير وصنع القرار

### تعلم قواعد اللغة الصناعي
تظهر الدراسات التي تختبر الطريقة التي يكتسب بها الإنسان المهارات اللغوية وتعلم كيفية تطبيق قواعد النحو أن قدرا كبيرا من تعلم اللغة والنحو يحدث دون وعي. وأجريت تجارب طلب فيها من المشاركين تحديد ما إذا كانت كلمات معينة لا معنى لها وتتألف من مجموعة من الكلمات التي سبق عرضها. ولم يبلغ بعض المشاركين بأن مجموعة الكلمات تستند إلى القواعد اللغوية. وأظهر تحليل لردودهم أن المشاركين كانوا أكثر احتمالا لربط الكلمات التي لم تظهر سابقا كجزء من المجموعة إذا اتبعوا القواعد النحوية المحددة مسبقا. وهذا يدل على أنه قد لا يكون من الضروري أن يكون واعيا للقواعد النحوية لمعرفة النحو الصحيح. قد تفسر هذه النظرية الشعور الذي نخضع له عندما نشعر بأن بنية جملة معينة محرجة أو خاطئة على الرغم من أننا قد لا نكون قادرين على تحديد السبب الذي يجعلنا نشعر أن الجملة غير صحيحة.

### الأنانية الضمنية
تشير الأنانية الضمنية إلى الميل اللاواعي للناس إلى تفضيل الأشياء التي تشبه ذاتهم. في الدراسات التي أجريت لاختبار تأثير الأنانية الضمنية تبين أنها تؤدي في الواقع دورا هاما في العمليات التي تؤثر على قرارات الحياة الرئيسية. وتظهر الدراسات أن الأشخاص الذين لا يمكن تفسيرهم يختارون الشركاء الذين تكون أسمائهم صوتيا أو هيكليا مشابهة بأسمائهم الخاصة. هذا التأثير للأنانية الضمنية لا يقتصر فقط على قرارات العلاقة ولكن يمكن أيضا أن ينظر إليها في القرارات المتعلقة بمكان أو مدينة الإقامة ويمكن القول في كل جانب من جوانب الحياة تقريبا.

### الرابطة اللاواعية
إن ميل العقل اللاواعي لخلق الروابط يمكن أن يكون له تأثير كبير على عمليات صنع القرار. على سبيل المثال، نحن نربط عموما إشارة المرور الخضراء كعلامة للحفاظ على المضي قدما في حين أننا نربط ضوء المرور الأحمر كعلامة على أن نتوقف. وبشكل تجريبي، فإذا طلب من شخص يعرف ومتناغم مع هذه الروابط أن يتوقف عندما يظهر الضوء الأخضر وأن يحافظ على حالة الحركة عندما يظهر الضوء الأحمر، فإن هذا الشخص يحتاج لبذل جهدا واعيا لمتابعة هذه الروابط الجديدة. فروابط العقل اللاواعي تؤدي إلى خلق مواقف ضمنية. ويعبر الموقف الضمني عن نفسه في شكل عمل أو حكم يخضع لسيطرة تقييم منشط تلقائيا، دون وعي الشخص. المواقف الضمنية يمكن أن يكون لها تأثير عميق على صنع القرار عندما يتم الربط التلقائي الضمني بطرق اجتماعية هامة. على أساس التحيز العنصري اللاواعي، قد يكون للمواقف المحببة والمحسوبية تأثير كبير في العالم الحقيقي حيث يمكن للمرء أن يظهر المحسوبية دون وعي بسبب المواقف الضمنية.

## نظرية الفكر اللاواعي
أجريت تجارب لقياس دقة صنع القرار للعقل اللاواعي، وأظهرت أنه عندما تكون هناك متغيرات متعددة بالنظر في وضع صنع قرار معين، فإن العقل اللاواعي يمكن أن يكون في الواقع صانع قرار أفضل من العقل الواعي.